# Emma Ekwall

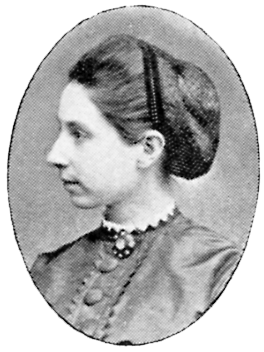
Emma Ekwall, Foto vor 1902

Emma Amalia Ekwall (geboren am 18. Januar 1838 in Säby socken in Småland; gestorben am 1. Februar 1925 in Stockholm) war eine schwedische Malerin und Grafikerin.

## Leben
Emma Ekwall kam als Tochter von Nils Fredrik Ekwall und seiner Frau Emelie Bernhardina Carolina, geborene Djurström, in Säby socken zur Welt. Ihr Bruder Knut Ekwall wurde später ebenfalls Maler, die Brüder Hugo und Gustaf Ekwall arbeiteten als Medailleure. Der Großvater von Emma Ekwall war der Theaterdirektor Erik Wilhelm Djurström, dessen Vermögen Emma Ekwall und ihren Brüdern eine künstlerische Ausbildung ermöglichte.
Nach ihrer Schulzeit besuchte Ekwall von 1865 bis 1871 die Königliche Kunsthochschule in Stockholm. Als erste Frau wurde sie dort zum Abschluss mit einer königlichen Ehrenmedaille ausgezeichnet. Anschließend setzte sie ihr Studium in München und Leipzig fort. Anfang der 1880er Jahre kehrte sie zurück nach Schweden und lebte fortan in Stockholm. Sie blieb unverheiratet und kinderlos.
Bereits in ihren ersten Gemälden, die Ekwall während ihrer Ausbildung schuf, widmete sie sich der Genremalerei und der Darstellungen von Kindern. Diese Motive finden sich auch in späteren Schaffensperioden wieder. Darüber hinaus entstanden auch eine Reihe von Stillleben. Zu ihren bekannten Gemälden gehören Mädchen mit der Bibel von 1868, Der zerbrochene Krug von 1870 und Geburtstagsmorgen von 1875. Werke von Emma Ekwall befinden sich im Nationalmuseum in Stockholm, im Kalmar konstmuseum und im Göteborgs konstmuseum.

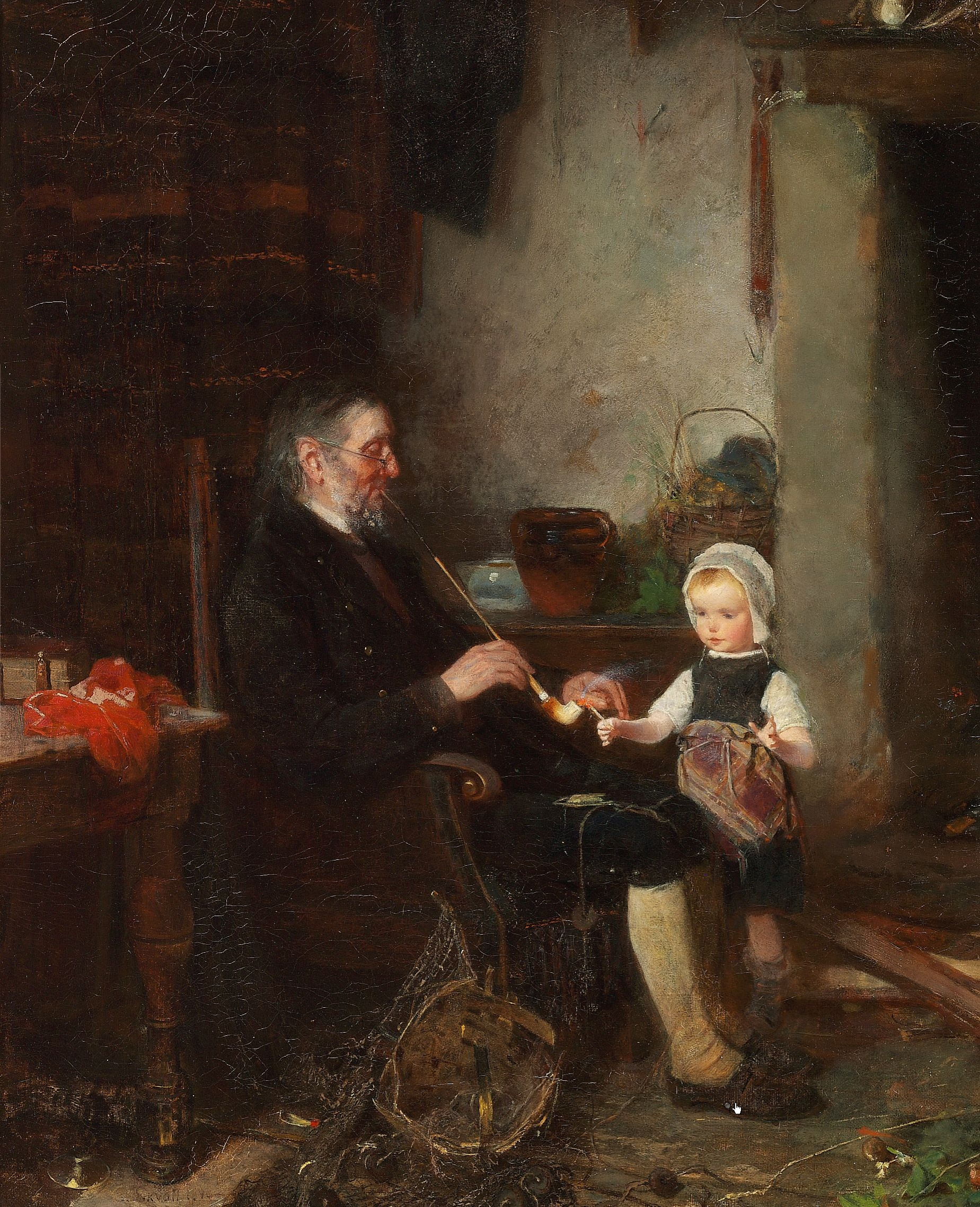
Emma Ekwall: Das Anzünden der Pfeife
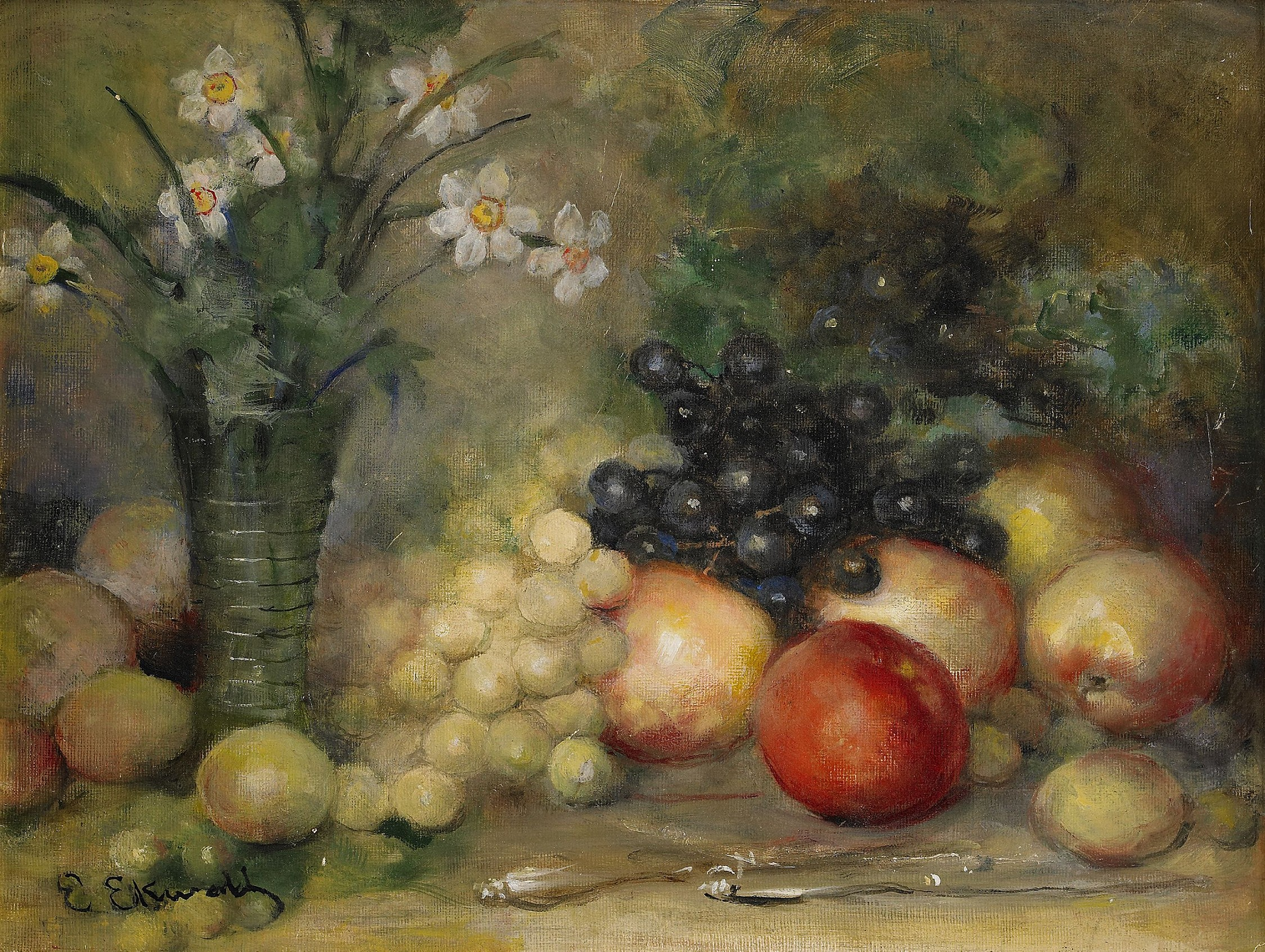
Emma Ekwall: Stillleben mit Obst und Blumen
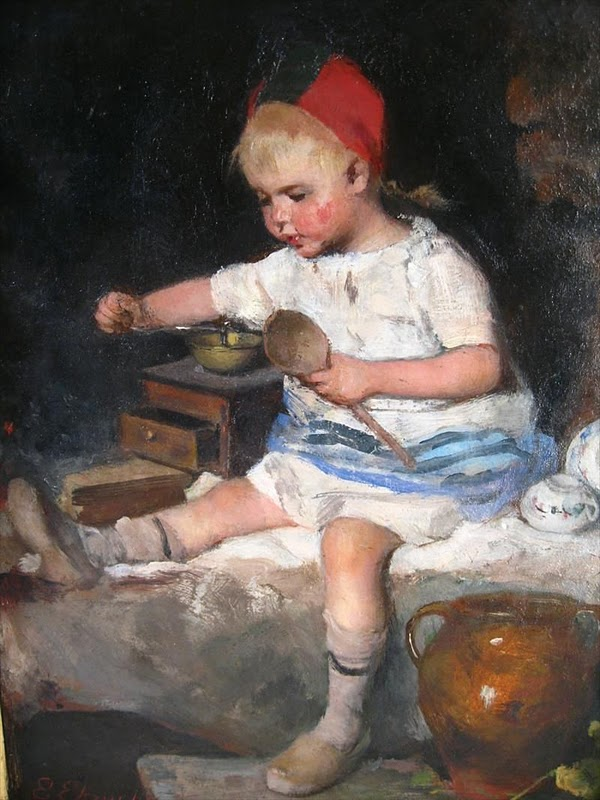
Emma Ekwall: Junges Mädchen mit Holzlöffel und Kaffeemühle